# Energieagentur NRW
Die Energieagentur.NRW GmbH (EA.NRW) war ein privates Unternehmen, welches von 1990 bis zum Jahr 2021 im Auftrag des Landes Nordrhein-Westfalen zu allen Fragen aus dem Themenkreis Energieeffizienz, erneuerbare Energie und Klimaschutz  tätig war. Neben dem Sitz in Düsseldorf gab es Standorte in Wuppertal und im Wissenschaftspark Gelsenkirchen. Die Tätigkeit im Auftrag des Landes Nordrhein-Westfalen endete am 31. Dezember 2021. Der Internetauftritt der EA.NRW steht nicht mehr zur Verfügung. Ab dem 1. Januar 2022 nahm die landeseigene Gesellschaft für Energie- und Klimaschutz NRW.Energy4Climate ihre Tätigkeit auf.

## Organisation
Die Gründung geht auf das Jahr 1990 zurück. Am 1. Januar 2007 erfolgte die Zusammenführung der Energieagentur NRW mit der Landesinitiative Zukunftsenergien unter dem Namen EnergieAgentur.NRW. Durch die Fusion hatte sich das Aufgabenspektrum der EA.NRW erweitert. Die EA.NRW wurde am 7. Februar 2008 in die EnergieAgentur.NRW GmbH umfirmiert. Die Gesellschafter der GmbH waren die Agiplan GmbH und die EE ENERGY ENGINEERS GmbH. Die Agiplan GmbH agierte dabei mit ihrer Tochtergesellschaft Prisma Consult GmbH.
Das Unternehmen war bis 2010 dem Ministerium für Wirtschaft, Mittelstand und Energie des Landes Nordrhein-Westfalen zugeordnet. Während der schwarz-gelben Koalition 2005–2010 war Christa Thoben Wirtschaftsministerin. Nach der NRW-Landtagswahl am 9. Mai 2010 vereinbarten SPD und Grüne in ihrem Koalitionsvertrag, dass das Ministerium für Klimaschutz, Umwelt, Landwirtschaft, Natur- und Verbraucherschutz des Landes Nordrhein-Westfalen die Verantwortung für die Energieagentur NRW übernimmt. Der zuständige Minister war Johannes Remmel.
Zuletzt lag die Zuständigkeit für die Energieagentur.NRW mit der schwarz-gelben Landesregierung seit dem 30. Juni 2017 beim Ministerium für Wirtschaft, Innovation, Digitalisierung und Energie des Landes Nordrhein-Westfalen. Zuständiger Minister ist Andreas Pinkwart von der FDP.

## Arbeitsfelder
Das Unternehmen betrieb öffentliche Aufklärung und Information, bot Initialberatung und Weiterbildung für Unternehmen, Kommunen, Verwaltungen und Bürger. Zudem koordinierte sie Projekte an Forschungseinrichtungen, Universitäten und Schulen des Landes.
Das Unternehmen wurde vom Europäischen Fonds für Regionale Entwicklung gefördert und war regionaler Partner der Deutschen Energie-Agentur sowie der KfW.
Die Arbeit umfasste ein breites Themenspektrum im Bereich Energietechnik und Energiewirtschaft, das sich an Unternehmen, Kommunen und Bürger richtete. In einer Studie des DIW aus dem Jahr 2014 erhielt das Unternehmen den ersten Platz unter den Landesenergieagenturen in Deutschland ein. Als Begründung wurden das breite Aufgabenspektrum und Zielgruppen-Fokus genannt. Zusätzlich zu den typischen Aufgaben einer Energieagentur wie Energieberatung und Erstellung von Informationsangeboten war das Unternehmen für das Cluster-Management der Netzwerke „EnergieRegion.NRW“ und EnergieForschung „CEF.NRW“ sowie für die Außenwirtschaftsförderung zuständig. Die von der EA.NRW angegebenen acht originären Inhaltsbereiche wurden somit durch weitere Themenfelder ergänzt. Einen Überblick zu den zuletzt angebotenen Themenfeldern gibt die folgende Liste:

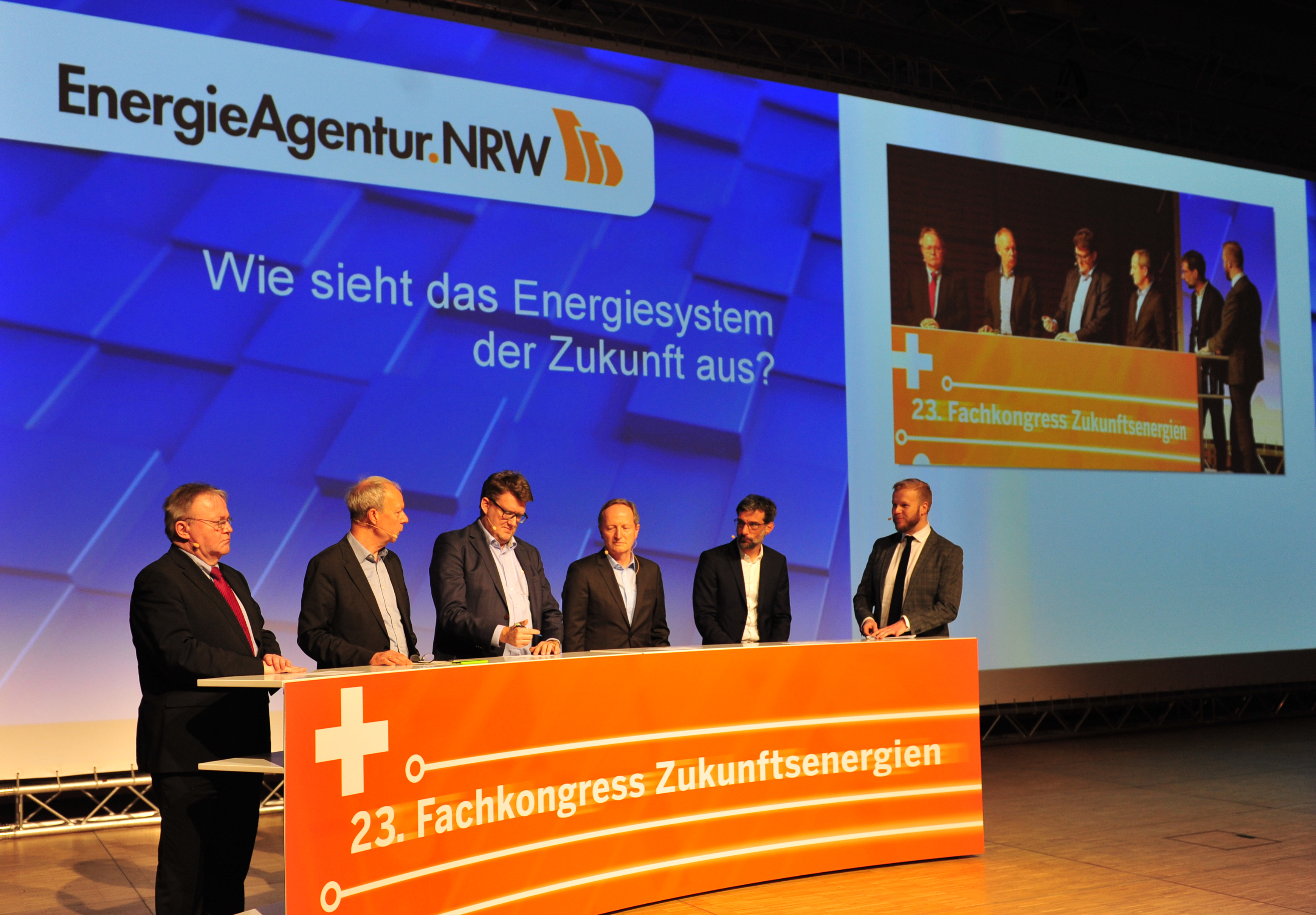
Die EnergieAgentur.NRW hat am 2. Februar 2019 mit dem 23. Fachkongress Zukunftsenergien die Messe E-world energy & water 2019 eröffnet. Der Kongress thematisierte das Energiesystem der Zukunft, die treibhausgasneutrale Industrie sowie Smart Energy Cities.

- Bioenergie
- Brennstoffzelle und Wasserstoff
- Energieeffizienz
- Energiewirtschaft
- Finanzierungs- & Geschäftsmodelle
- Förderung
- Forschung
- Gebäude
- Geothermie
- International
- Klimaschutz
- Kraft-Wärme-Kopplung
- Mobilität
- Netze und Speicher
- Solarenergie
- Wasserkraft
- Windenergie
- Wissensvermittlung

## Preise
Das Unternehmen hat diverse nationale und internationale Preise erhalten. Darunter den von Eurosolar ausgelobten Europäischen Solarpreis, den von der Europäischen Union vergebenen Spezialpreis der Jury der „Regional Renewable Energy Partnership“ für die besten europäischen Projekte auf dem Gebiet der erneuerbaren Energien sowie den Regio Stars Awards der Europäischen Kommission. Zu den nationalen Preisen zählt der vom Bundesinstitut für Berufsbildung (BIBB) vergebene Weiterbildungs-Innovationspreis.